# Fall Guys: Ultimate Knockout
Fall Guys: Ultimate Knockout is een battle royale platformspel ontwikkeld door Mediatonic en gepubliceerd door Devolver Digital. Het computerspel is geïnspireerd door spelshows zoals Takeshi's Castle, It's a Knockout en Wipeout. In juni 2019 werd het aangekondigd op E3. Op 4 augustus 2020 werd het uitgebracht voor Microsoft Windows en de PlayStation 4. Binnen een maand werd het spel zeven miljoen keer verkocht op Steam en werd het de meeste gedownloade PlayStation Plus-game ooit. Zodoende was het in 2020 het spel van de zomer.
Na de overname van Mediatonic door Epic Games, zijn de publicatierechten ondergebracht onder Epic Games. Vervolgens werd het spel op 21 juni 2022 omzet naar free-to-play en uitgebracht op extra platforms, waaronder de Nintendo Switch, PlayStation 5, Xbox One en Xbox Series X/S. Ook werd ondersteuning gerealiseerd voor cross-play op alle platforms.

## Gameplay
Maximaal 60 spelers strijden tegen elkaar in battle royale competities. Spelers worden vertegenwoordigd door jellybean-achtige figuren en weergegeven vanuit een derde-persoonsperspectief. Elke wedstrijd bestaat uit 5 rondes en duurt in totaal maximaal 20 minuten. Het doel van elke ronde is om je te kwalificeren voor de volgende ronde door alle willekeurig gegenereerde minigames te voltooien.
Bij bepaalde minigames moet de speler naar een finish aan het einde van het speelveld rennen, terwijl andere elementen van teamwork toevoegen. In bijna elke minigame verschijnen obstakels op het speelveld voor extra complexiteit. Spelers worden geëlimineerd als zij te langzaam zijn of die niet voldeden aan bepaalde voorwaarden van een minigame. In de laatste ronde strijden de overgebleven spelers in een minigame ontworpen voor een kleinere spelersgrootte, welke ervoor zorgt dat er één winnaar is. De winnaar is degene die als eerste bij een zwevende kroon is.
Met behulp van een in-game valuta, genaamd "Kudos", kunnen spelers cosmetica en emotes kopen om hun personage in het spel te personaliseren. Spelers krijgen Kudos door deel te nemen aan wedstrijden en krijgen "Crowns" (de premium valuta) door te winnen. Sommige outfits zijn van personages uit andere spellen, zoals Gordon Freeman uit de Half-Life serie of Jacket uit Hotline Miami. Het spel ondersteunt microtransacties voor de aankoop van extra in-game valuta.

## Ontvangst
| Recensiescore       | Recensiescore       |
| Recensieverzamelaar | Score               |
| ------------------- | ------------------- |
| Metacritic          | 80% (Win) 81% (PS4) |
| Publicist           | Score               |
| Destructoid         | 8                   |
| Game Informer       | 8,75                |
| GameSpot            | 7                   |
| IGN                 | 8                   |

Het spel werd overwegend positief ontvangen in recensies. Men prees de combinatie van elementen uit Fortnite en de Mario Party-serie en de eenvoud van het spel. Fall Guys is geregeld vergeleken met Among Us, in dat beide online spellen snel groeiden qua populariteit tijdens de coronapandemie. In het weekend voor de uitgave was Fall Guys korte tijd het meest bekeken computerspel op videoplatform Twitch. Een dag na de daadwerkelijke uitgave waren er ruim 1,5 miljoen actieve spelers. In juni 2022 steeg dit aantal naar 50 miljoen actieve spelers.
Het spel heeft op Metacritic, een recensieverzamelaar, scores van 80% en 81% voor respectievelijk Windows en PlayStation 4.